# 蘭金 (澳大利亞國會選區)
蘭金選區（英語：Division of Rankin），是澳大利亞昆士蘭州的下議院選區，位於該州州府布里斯班南部，並包括洛根市一部分。面積131平方公里。
選區始於1984年，名字是紀念第一位選入澳大利亞國會的昆士蘭女性安娜貝爾·蘭金。本區一直是工黨的安全選區。1998年以以來當區議員為克雷格·愛默森。